# Kathy Hill
Kathy Hill (* 1956 in Vereinigtes Königreich) ist ein britisches Fotomodell, das seinen nachhaltigen Ruhm vor allem seinem Auftritt in dem Wham!-Videoclip Last Christmas verdankt.

## Leben und Wirken
Kathy Hill begann mit 19 Jahren zu modeln und betätigte sich gelegentlich auch als Sängerin. Eine Agentur in Manchester nahm sie unter Vertrag, und Kathy Hill wurde für Werbefilme und Anzeigenkampagnen gebucht. Aufträge führten sie unter anderem nach Mailand, Paris, Tokio und London. 1984 bewarb sie sich bei einem Casting für das Video zu dem Musiktitel „Last Christmas“. Sie hatte dort die hübsche, schwarzhaarig-gelockte, letztjährige Freundin George Michaels zu spielen, die ihn wenig später sitzen ließ und bei der diesjährigen Wiederbegegnung des gemeinsamen Freundeskreises zu Weihnachten in den schneebedeckten Bergen mit ihrem neuen Freund auftaucht und bei ihrem Ex schmerzhafte Erinnerungen hervorruft. Die fünftägigen Dreharbeiten mit Wham! führten sie im November 1984 nach Saas-Fee in der Schweiz und hatten enormen Einfluss auf den weiteren Verlauf von Hills Modelkarriere. 
Die regelmäßige Neuplatzierung in den internationalen Charts von Last Christmas ließen auch Kathy Hill in der Folgezeit nie in Vergessenheit geraten und ihr Gesicht in der Bacardi-Rum-Markenwerbung tat ein Übriges. Weitere Werbefilme und Anzeigenkampagnen machte Kathy Hill für die Procter & Gamble-Produkte Pantene, Max Factor und Oil of Olaz. Sie betreibt auch Teleshopping und modelt für Kataloge. Sie trat jedoch nie mehr in einem weiteren Musikvideo auf. Auch im fortgeschrittenen Alter war die Britin nie ganz aus dem Geschäft. „Glücklicherweise sind Frauen ab 50 heute sehr gefragt. Sie sind eine wichtige Zielgruppe, weil sie Geld haben und es auch ausgeben“, wie das später blondierte Fotomodell in einem Interview zum Jahresende 2009 konstatierte. 1991 wurde Kathy Hill Mutter von Zwillingen, 2012 wirkte sie in einer britischen Fernseh-Musikdokumentation über die beliebtesten englischen Weihnachtslieder unter dem Titel „The Nation’s Favourite Christmas Song“ mit.